# José Antonio Price
José Antonio Price fue un prominente médico, cirujano y político afropanameño graduado de la University of West Tennessee College of Medicine and Surgery en el año 1913. Price es considerado el primer médico afropanameño graduado dentro de la Era Republicana.

## Primeros años
José Antonio Price nació en el arrabal de Santa Ana, Ciudad de Panamá, antigua República de Colombia en el año 1890.  Fue hijo de Hilda E. Price, una inmigrante de las Honduras Británicas con quien se estableció en la región de Bocas del Toro, a los pocos meses de edad. El Dr. Price creció y ejerció la mayor parte de su carrera profesional en Isla Colón, provincia de Bocas del Toro, de donde se consideraba oriundo.

## Estudios
Durante su infancia en Bocas del Toro, José Antonio Price recibió una educación multilingüe, por lo que dominaba a la perfección el español, inglés y francés. Price realizó estudios secundarios en Kingston, colonia británica de Jamaica antes de trasladarse al Sur de los Estados Unidos, donde imperaba una brutal segregación institucionalizada a través del régimen de Jim Crow. Allí realizó estudios en Shaw University ubicada en Raleigh, Carolina del Norte entre los años 1907 y 1909, trasladándose posteriormente a Memphis, Tennessee donde cursó estudios en Medicina y Cirugía, en la University of West Tennessee College of Medicine and Surgery, de donde se graduó en el año 1913.

## Vida profesional
El cultivo y exportación del banano impulsó un vertiginoso desarrollo económico en Bocas del Toro, atrayendo una muy variada inmigración, dentro de los cual podían contarse estadounidenses, Europeos, Asiáticos, pero sobre todo una multitud de afrocaribeños provenientes de las colonias británicas.
La United Fruit Company se impuso comercialmente sobre sus competidores, monopolizando también los servicios de salud a través de un moderno hospital ubicado inicialmente en Isla Solarte. Dicho nosocomio estaba mayormente enfocado en paliar la proliferación de enfermedades contagiosas como la Malaria y la Fiebre Amarilla, que pudiesen poner en riego de cuarentena al Puerto.  Dentro de esta realidad, José Antonio Price se convirtió en pionero de la medicina privada en la República de Panamá, fundando a su regreso de Memphis el Hospital Santa Fe y la Farmacia Central, ambos establecimientos ubicados en edificios contiguos sobre la Calle Cuarta en Isla Colón.  Dichas entidades ayudaron a palear la urgente necesidad por servicios médicos y de cirugía que aquejaban a una muy diversa población en el Archipiélago de Bocas del Toro, que ascendía ya casi a 23,000 habitantes.
El Doctor Price ejerció también durante aquellos primeros años de la República, el cargo de Médico de Profilaxis y Médico Forense en Bocas del Toro. A principios de la década de mil novecientos veinte, el gobierno de Panamá a través de su presidente Belisario Porras, inicia un proceso de nacionalización de la medicina pública, la cual estuvo desde 1904 en manos de los estadounidenses. José Antonio Price contribuyó a dicho proceso, ejerciendo los cargos de Médico Oficial de la Sección Oriente de la provincia de Chiriquí y Médico Oficial de la Provincia de Darien. Ambas zonas de difícil acceso por razón de su aislamiento de los centros urbanos.  Existe evidencia que apunta a corroborar que el Dr. Price brindó de forma constante durante su carrera,  servicios médicos gratuitos a la población desposeída de Bocas del Toro, en especial los días domingo.

## Vida política
José Antonio Price era un Liberal radical, cercano al liderazgo ejercido por Carlos Antonio Mendoza, Belisario Porras, Francisco Arias Paredes y Ernesto de la Guardia. Fue elegido en múltiples ocasiones Miembro del Consejo Municipal de Bocas del Toro,  en representación del Partido Liberal y diversas de sus posteriores ramificaciones, entre ellas Liberal Renovador y Liberal Unido. 

## Vida personal y muerte
El Doctor Price contrajo nupcias en 1915 con Lilian Maud Georget Smith, hija del comerciante francés Victor Georget quien ejerció como Superintendente de la United Fruit Company en Bocas del Toro hasta su fallecimiento en 1908. José Antonio Price vuelve a contraer matrimonio en 1941 con María America Vernaza Boyes, nieta del General Liberal Heliodoro Vernaza, quien combatió en la Guerra de los Mil Días. Juntó a María America tuvo tres hijos: José Antonio, Juan Antonio y Desiree Antonia.
José Antonio Price falleció en Isla Colón, Bocas del Toro, el 4 de agosto de 1951 producto de una hemorragia cerebral, luego de combatir por algunos años un agresivo cáncer.

## Legado
La figura de José Antonio Price, profundamente ignorada por la historiografía panameña, empezó a ser rescatada por una nota publicada en La Estrella de Panamá bajo el título Un Naufrago de la Historia. La publicación fue editada con motivo de la celebración del mes de la Etnia Negra en Panamá, en el año 2013.
En el mes de julio del año 2017 se publicó en Panamá bajo la Editorial Fuga, la obra titulada "Memorias de Bocas Town: La Vida y tiempo de José Antonio Price", del autor Ariel Rene Pérez Price. El documento que califica como realismo creativo según su autor, relata la travesía vital del Dr. José Antonio Price en paralelo con la historia de Bocas del Toro dentro del contexto de la incipiente República de Panamá.